# Tilnavn
Et tilnavn er et ekstra efternavn. Det gives ofte for at adskille to personer, der hedder det samme, og det beskriver ofte en egenskab.
Før indførelsen af faste slægtsnavne i Danmark i 1828 var brugen af tilnavne meget udbredt, og langt de fleste danske slægtsnavne er oprindeligt opstået som tilnavne. Udvalget af fornavne var meget begrænset, og patronymerne gav ikke meget mere variation. Selv i små landsbyer kunne der nemt være flere af navnet Hans Nielsen og Søren Jensen. 
Typiske tilnavne er afledt af erhverv (Møller, Smed, Bonde) eller oprindelse (Molbo, Thybo, Nørby). De kunne beskrive en bopæl (Østergaard, Lund, Skov) eller en personlig favorit (Buch, Rubin). 
Tilnavne kunne gå i arv fra far til søn, men sjældent fra far til datter. Børn blev sjældent kaldt ved tilnavn. Oftest overtog sønnen først tilnavnet som voksen. Et tilnavn kunne skifte i løbet af livet. Chresten Juulsgaard bliver til Chresten Bording, da han flytter fra Bording til Hvejsel. Et tilnavn kunne også gå i arv fra svigerfar til svigersøn, hvis denne overtog gården.
Et tilnavn må ikke forveksles med et øgenavn. I mange tilfælde havde tilnavnene officiel karakter: de blev brugt i kirkebogen, og der var sjældent noget nedværdigende ved dem.